# Alchemilla flavicoma
Alchemilla flavicoma är en rosväxtart som beskrevs av Robert Buser, Schröter. Alchemilla flavicoma ingår i släktet daggkåpor, och familjen rosväxter. Inga underarter finns listade i Catalogue of Life.